# Kaknästornet
Kaknästornet est une tour TV dans le quartier Gärdet à Stockholm, Suède. 

## Description
Cette tour est le centre majeur des télévisions, radios, et émissions satellites suédoises. L'édifice fut achevé en 1967 et fut dessiné par les architectes Hans Borgström et Bengt Lindroos. La hauteur de la tour, en incluant l'antenne atteint 155 mètres. La tour est la propriété de la compagnie nationale suédoise de diffusion Teracom.
La tour est ouverte au public et il y a un centre de renseignements, un magasin de souvenirs, des bureaux d'observations intérieurs et extérieurs ainsi qu'un restaurant.

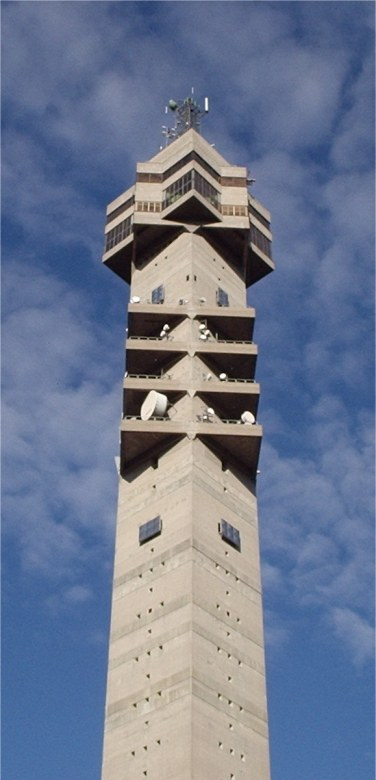
Gros plan de la tour, pris depuis son parking.